# Lymantria bivittata
Lymantria bivittata är en fjärilsart som beskrevs av Moore 1879. Lymantria bivittata ingår i släktet Lymantria och familjen tofsspinnare. Inga underarter finns listade i Catalogue of Life.